# Kinns kommun, Sogn og Fjordane
Kinns kommun (norska: Kinn kommune) var en kommun i Sogn og Fjordane fylke i västra Norge. Byn Kinn utgjorde kommunens centralort.

## Administrativ historik
Kinns kommun upprättades den 1 januari 1838 (som Kind formannskapsdistrikt) när Formannskapslovene från 1837 trädde i kraft. Kommunen omfattade då större delen av den tidigare kommunen Flora (den södra delen av nuvarande Kinns kommun) samt den västra delen av nuvarande Bremangers kommun och ett mindre område i den norra delen av nuvarande Askvolls kommun.
Den 3 januari 1861 bröts stadskommunen Florø ut ur kommunen som då minskade från 7 377 invånare före delningen till 6 531 invånare efter.
Den 1 januari 1866 bröts Bremangers kommun ut ur kommunen som då minskade från 6 531 invånare före delningen till 4 679 invånare efter.
Den 1 januari 1923 bröts kommunerna Bru och Eikefjord ut ur kommunen som då minskade från 4 997 invånare före delningen till 2 508 invånare efter. Den återstående delen omfattade ett område i den sydvästra delen av nuvarande Kinns kommun (området kring staden Florø i Kinns socken).
Den 1 januari 1964 gick Kinns kommun, tillsammans med kommunerna Eikefjord och Florø samt delar av kommunerna Bru, Bremanger och Vevring, upp i den då nybildade Flora kommun. Kommunens hade då 3 567 invånare.
Området utgör sedan den 1 januari 2020 en del av nya Kinns kommun.

## Bilder

Stabbens fyrstation.
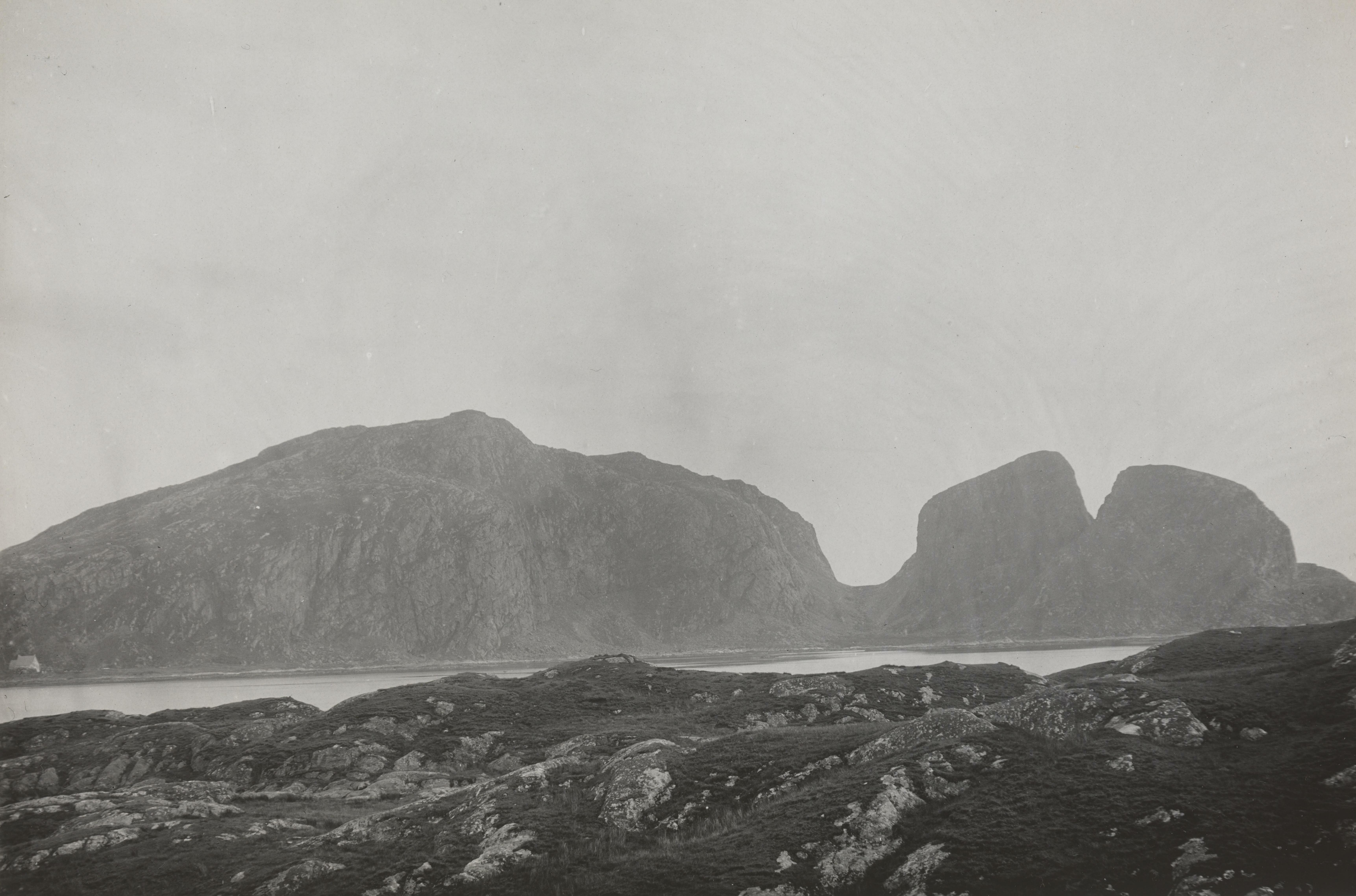
De karakteristiska fjällen Kinnavarden (till vänster) och Kinnaklova (till höger) på ön Kinn. Mellan dem går sänkan Høyskaret.